# 穆瓦迈
穆瓦迈（法語：Moimay，法語發音：[mwamɛ]）是法国上索恩省的一个市镇，属于吕尔区。

## 地理
穆瓦迈（47°33'10"N, 6°24'31"E）面积6.22 平方千米，位于法国勃艮第-弗朗什-孔泰大區上索恩省，该省份为法国东部内陆省份，北起顺时针与孚日省、贝尔福地区省、杜省、汝拉省、科多尔省和上马恩省接壤。
与穆瓦迈接壤的市镇（或旧市镇、城区）包括：欧特雷勒韦、博雷、维莱塞克塞勒。

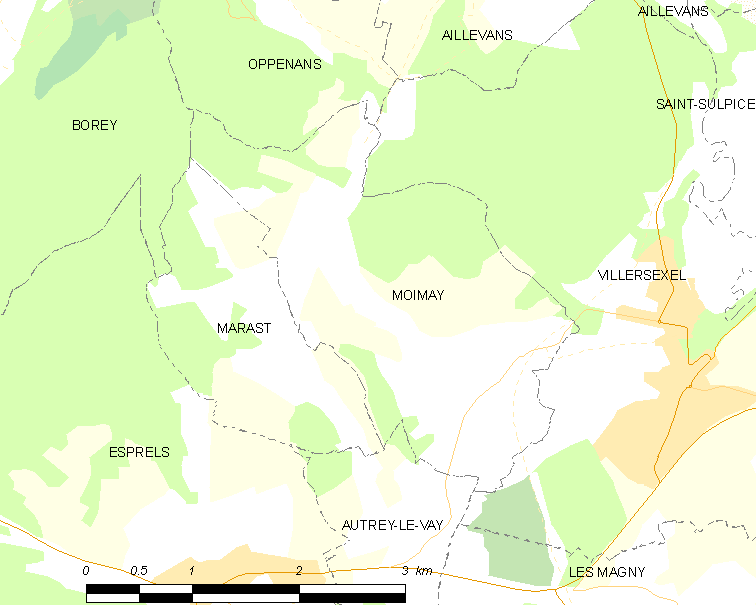
穆瓦迈的OSM定位图

穆瓦迈的时区为UTC+01:00、UTC+02:00（夏令时）。

## 行政
穆瓦迈的邮政编码为70110，INSEE市镇编码为70349。

## 政治
穆瓦迈所属的省级选区为维莱塞克塞勒县。

## 人口

1962-2008年间穆瓦迈人口变化图示

穆瓦迈于2022年1月1日时的人口数量为238人。